# Kinnusensaari (ö i Norra Savolax, Nordöstra Savolax, lat 62,99, long 28,72)
Kinnusensaari är en ö i Finland. Den ligger i sjön Saarijärvi och i kommunen Kaavi i den ekonomiska regionen  Nordöstra Savolax ekonomiska region  och landskapet Norra Savolax, i den centrala delen av landet, 400 km nordost om huvudstaden Helsingfors. Öns area är 0,8 hektar och dess största längd är 150 meter i sydväst-nordöstlig riktning.